# Манифестације на територији општине Кучево
На територији општине Кучево током године се одржавају бројне:
- културне манифестације (смотре, фестивали, свечаности, изложбе, културно-уметнички програми)
- гастрономске манифестације
- спортске манифестације
- верске манифестације
- народне манифестације (вашари, заветине)

Неке од најпознатијих културних манифестација на територији општине Кучево су:
| Манифестације на територији општине Кучево                 |                            | |
| назив манифестације                                        | место                      | организатор |
| Смотра народног стваралаштва „Хомољски мотиви”             | Кучево                     | Центар за културу Кучево |
| Фестивал „Труба Мирослава Милета Матушића”                 | Кучево                     | Центар за културу Кучево |
| Фестивал телевизијског етнолошког филма – ФЕСТЕФ           | Кучево                     | Центар за културу Кучево |
| Позоришне свечаности „Жанки у част”                        | Раброво                    | Удружење грађана „Жанка Стокић” Раброво |
| Колективна изложба слика „Браничевска палета”              | Кучево                     | Центар за културу Кучево |
| Ликовна колонија „Равништарка”                             | Равниште                   | Туристичка организација „Кучево” |
| Изворни дани Нереснице                                     | Нересница                  | МЗ Нересница |
| Фестивал влашког народног стваралаштва „Омољанца”          | Церемошња                  | Национални савет Влаха и Удружење „Корени”                                                                                                 |
| Интернационални фестивал „Дубочке русаље”                  | Дубока                     | КУД „Русаљка” Дубока, МЗ „Дубока“ и Општина Кучево                                                                                         |
| Такмичење у кувању рибље чорбе (Риболовачки сабор)         | Волуја                     | Риболовачко друштво „Златна рибица” Волуја                                                                                                 |
| Пасуљијада                                                 | Волуја                     | КУД „Волуја” Волуја |
| Гулашијада                                                 | Кучево, Дубока, Раденка    | Ловачке секције: Дубока, Раденка, Кучево                                                                                                   |
| Купусијада                                                 | Шевица                     | Удружење „Хомољска купусијада” |
| Дани Свете Петке                                           | Волуја                     | ЦО Кучево, ЦО Волуја |
| Дани Станише Пауновића                                     | Турија                     | Удружење |
| Вече влашке забаве                                         | Кучево                     | Организатор Властимир Бабић из Каоне |
| Заветине – манифестације по насељима поводом сеоских слава | насеља општине Кучево      | Месне заједнице и грађани насеља |
| Вашари                                                     | Кучево, Нересница, Раброво | Мала Тројица (15. јун, Нересница); Калинић (11. август, Кучево); Преображење (19. август, Раброво); Мала Госпојина (21. септембар, Кучево) |
| Михољски сусрети села                                      | Насеља општине             | Министарство за бригу о селу и Општина Кучево                                                                                              |
| Фестивал глумаца аматера                                   | Кучево                     | Центар за културу Кучево |